# Kahl am Main
Kahl am Main este o comună aflată în districtul Aschaffenburg, landul Bavaria, Germania.